# Noël Van Clooster
Noël Van Clooster (Torhout, 2 dicembre 1943 – Thielt, 12 luglio 2022) è stato un ciclista su strada e pistard belga.

## Carriera
Proveniente dalle Fiandre Occidentali, ha corso principalmente come gregario di Walter Godefroot e Walter Planckaert nella Watney-Avia; il suo piazzamento più rilevante fu il secondo posto nella Gand-Wevelgem del 1966.
All'inizio della sua carriera professionale, ha avuto successo anche come ciclista su pista e nel 1966 ha vinto il campionato nazionale Derny con i professionisti

## Palmarès
- 1966

Giro delle Fiandre Occidentali
- 1967

Gran Premio Marcel Kint
- 1968

4a tappa Giro dell'Andalusia
- 1969

Omloop van het Houtland
- 1970

Kampioenschap van Vlaanderen
- 1971

Halle-Ingooigem